# 祗陀寺
祗陀寺，梁溪十大刹之一，始建于梁武帝大同二年(536 年) ，原是乡民王建住宅，施宅改寺后称“祇陀讲寺”。其原址位于今江苏省无锡市锡山区云林街道仓下中学内。

## 简介
北宋淳化二年赐名“崇教禅院”。祗陀寺一度曾为元代画家倪瓒藏书阁。明朝洪武年间仍改称“祗陀讲寺”。寺旁村落因寺得名“祗陀村”。寺内多梧桐树。

## 民俗
每逢农历正月初九为梅村泰伯庙会，接着三月香讯，各类庙会接连不断，直至农历四月初八祗陀寺庙会，才告一断落。因而无锡当地流传着“落魂泰伯庙，收魂祗陀寺”的说法。